# Großsteingrab Hanstedgårds Udlod 1
Das Großsteingrab  Hanstedgårds Udlod 1 war eine megalithische Grabanlage der jungsteinzeitlichen Nordgruppe der Trichterbecherkultur im Kirchspiel Slangerup in der dänischen Kommune Frederikssund. Es wurde 1890 archäologisch untersucht und im späten 19. oder frühen 20. Jahrhundert zerstört.

## Lage
Das Grab lag südöstlich von Græse auf einem Feld südlich des Hørupvej. Nur wenige Meter östlich befand sich das Großsteingrab Hanstedgårds Udlod 2. In der näheren Umgebung gibt bzw. gab es zahlreiche weitere megalithische Grabanlagen.

## Forschungsgeschichte
Im Jahr 1890 führte Vilhelm Boye vom Dänischen Nationalmuseum eine Dokumentation und Ausgrabung der Fundstelle durch. Bei einer weiteren Dokumentation durch Mitarbeiter des Nationalmuseums im Jahr 1942 waren keine baulichen Überreste mehr auszumachen.

## Beschreibung
Die Anlage besaß eine ost-westlich orientierte rechteckige Hügelschüttung mit einer Länge von 14 m und einer Breite von 6,5 m. Von der Umfassung waren 1890 noch zehn Steine erhalten: sieben stehende an der Südseite, je ein stehender an der Ost- und der Nordseite sowie ein umgekippter an der Westseite.
6 m vom östlichen Hügelende und etwa 3,5 m von der südlichen Langseite entfernt befand sich eine Grabkammer, die wahrscheinlich als Dolmen anzusprechen ist. Sie war ostsüdost-westnordwestlich orientiert und hatte einen rechteckigen Grundriss. Sie hatte eine Länge von 1,4 m, eine Breite von 1,3 m und eine Höhe von 0,8 m. Die Kammer besaß 1890 noch zwei Wandsteine im Osten, die anderen Steine fehlten bereits. Boye stellte bei seiner Grabung ein Bodenpflaster und eine Schicht aus Feuerstein-Grus sowie eine Kammerverfüllung aus Erde und Steinen fest. Bestattungsreste oder Grabbeigaben wurden nicht gefunden.